# Насельск
Насельск (пол. Nasielsk)  —  город  в Польше, входит в Мазовецкое воеводство,  Новодвурский повят.  Имеет статус городско-сельской гмины. Занимает площадь 12,67 км². Население — 7222 человек (на 2004 год).
Город впервые упомянут в поддельном документе, созданном около 1155 года. В том же году город упоминает Болеслав IV. Археологически известно земляное укрепление IX века.